# Anastasia Oberstolz-Antonowa
Anastasia Oberstolz-Antonowa (ros. Анастасия Антонова; ur. 12 października 1981 w Kemerowie) – rosyjska saneczkarka, od 2003 reprezentująca Włochy.
Na igrzyskach olimpijskich startowała w 2002 zajmując piętnaste miejsce. Na mistrzostwach świata startowała w latach 2000–2005. Najbardziej udane były dla niej mistrzostwa w 2004 i 2005, na których wywalczyła brąz w drużynie mieszanej. Na mistrzostwach Europy wywalczyła dwa srebrne medale w drużynie mieszanej w 2004 i w 2006. W Pucharze Świata startowała od sezonu 1998/1999 do sezonu 2005/2006, dwukrotnie zajmowała czwarte miejsce w klasyfikacji generalnej. Na swoim koncie ma 2. miejsca na podium.
Jej mężem jest włoski saneczkarz Christian Oberstolz.

## Osiągnięcia

### Igrzyska Olimpijskie
| Rok  | Miejsce        | Jedynki |
| ---- | -------------- | ------- |
| 2002 | Salt Lake City | 15.     |

### Mistrzostwa świata
| Rok  | Miejsce      | Jedynki | Drużyna mieszana |
| ---- | ------------ | ------- | ---------------- |
| 2000 | Sankt Moritz | 30.     |                  |
| 2001 | Calgary      | 33.     | 14.              |
| 2003 | Sigulda      | 9.      | 6.               |
| 2004 | Nagano       | 12.     | 3.               |
| 2005 | Park City    | 11.     | 3.               |

### Mistrzostwa Europy
| Rok  | Miejsce    | Jedynki | Drużyna mieszana |
| ---- | ---------- | ------- | ---------------- |
| 2004 | Oberhof    | 7.      | 2.               |
| 2006 | Winterberg | 7.      | 2.               |

### Puchar Świata

#### Miejsca w klasyfikacji generalnej
| Sezon     | Miejsce |
| --------- | ------- |
| 1998/1999 | 41.     |
| 1999/2000 | =32.    |
| 2000/2001 | 23.     |
| 2001/2002 | 19.     |
| 2002/2003 | 9.      |
| 2003/2004 | 7.      |
| 2004/2005 | 4.      |
| 2005/2006 | 4.      |

#### Miejsca na podium chronologicznie
| Nr | Dzień      | Rok  | Miejscowość | 1. Zjazd | Wynik 1. | 2. Zjazd | Wynik 2. | Łączny czas  | Lokata | Strata   | Zwycięzca            | Przypisy |
| -- | ---------- | ---- | ----------- | -------- | -------- | -------- | -------- | ------------ | ------ | -------- | -------------------- | -------- |
| 1. | 4 grudnia  | 2004 | Lake Placid | 45.300 s | 5.       | 45.165 s | 4.       | 1:30.465 min | 3.     | +0.198 s | Barbara Niedernhuber | -        |
| 2. | 16 grudnia | 2005 | Lake Placid | 45.904 s | 2.       | 46.019 s | 5.       | 1:31.923 min | 2.     | +0.281 s | Sylke Kraushaar      | -        |